# Rozoy-sur-Serre
Rozoy-sur-Serre is een gemeente in het Franse departement Aisne (regio Hauts-de-France). De plaats maakte deel uit van het arrondissement Laon, maar werd op 1 januari 2017 overgeheveld naar het arrondissement Vervins. Rozoy-sur-Serre telde op 1 januari 2022 922 inwoners.

## Geografie
De oppervlakte van Rozoy-sur-Serre bedroeg op 1 januari 2022 16,53 vierkante kilometer; de bevolkingsdichtheid was toen 55,8 inwoners per km².
De onderstaande kaart toont de ligging Rozoy-sur-Serremet de belangrijkste infrastructuur en aangrenzende gemeenten.

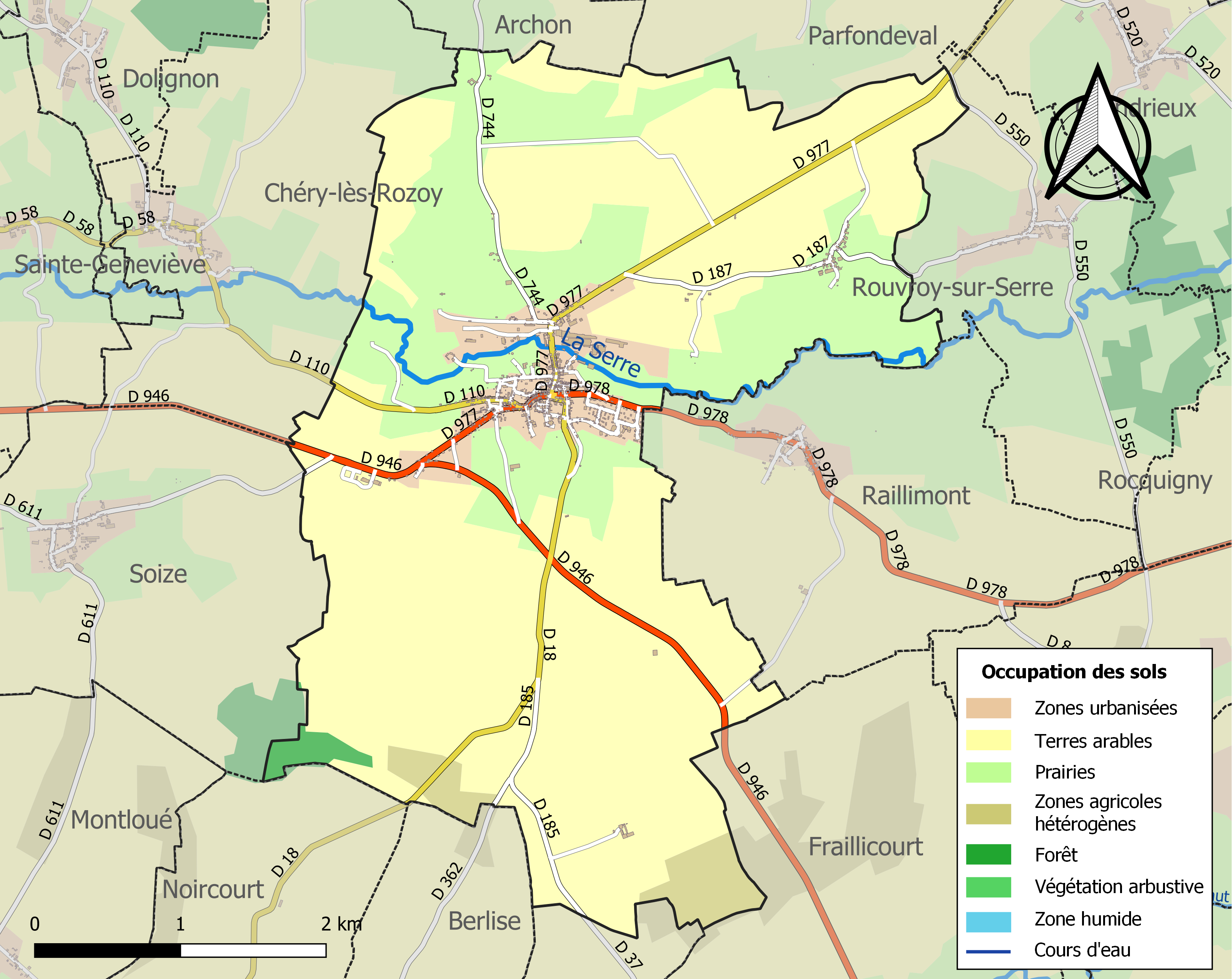

## Demografie
Onderstaande figuur toont het verloop van het inwonertal (bron: INSEE-tellingen).
Vanwege een beveiligingsprobleem met de MediaWiki Graph-software is het momenteel niet mogelijk deze grafiek weer te geven. Zodra de software is bijgewerkt zal de grafiek vanzelf weer zichtbaar worden.